# Marylebone Cricket Club

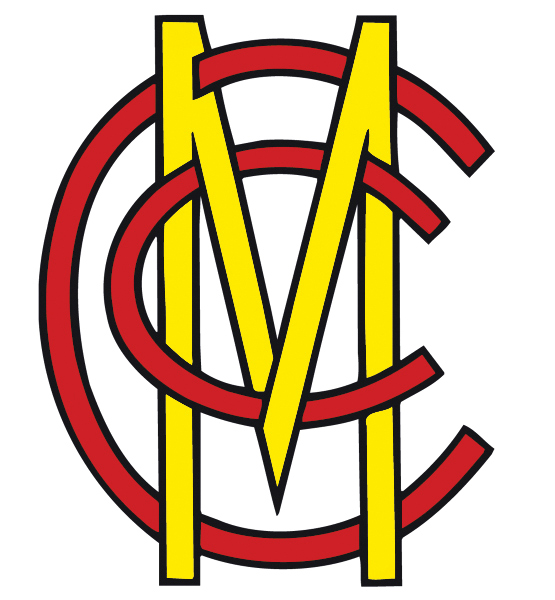
Logo van de club

De Marylebone Cricket Club (MCC) is een cricketclub in Londen die opgericht is in 1787. De club is gevestigd op Lord's Cricket Ground.
De club was ooit zowel het nationale als het wereldwijde bestuursorgaan voor het cricket. In 1993 werden pas de meeste van haar wereldwijde bestuursfuncties overgedragen aan het International Cricket Council. De club is echter nog steeds de beheerder van de wetten van het cricket.

## Geschiedenis
In het begin van de achttiende eeuw of eerder ontstond een vereniging op Pall Mall waar behalve cricket ook paardenraces en gokwedstrijden werden gehouden. Deze vereniging werd the Cricket Club en The Noblemen's and Gentlemen's Club genoemd. Enkele leden vonden deze vereniging echter te openbaar en daarom richtten zij in 1787 MCC op.
In 1787 kocht Thomas Lord een stuk grond bij Marylebone Road, op de plek waar hedendaags zich Dorset Square bevindt. MCC nam deze grond aan als zijn thuislocatie en speelde hier tot en met 1810 zijn thuiswedstrijden.
In 1811 verhuisde MCC naar de nabijgelegen locatie Lisson Grove. Deze locatie werd ook wel Lord’s Middle Ground genoemd. MCC verbleef daar echter maar twee jaar, omdat de locatie moest worden gebruikt voor de uitbreiding van Regent’s Canal.
Vanaf 1814 verblijft MCC op zijn huidige locatie, Lord's Cricket Ground.
In het begin van de twintigste eeuw richtte MCC het Engels cricketelftal op. Het Engels cricketelftal droeg tot en met 1977 officieel de naam Marylebone Cricket Club, pas daarna stapte het Engels cricketelftal officieel van deze naam af. De rood met gele tenues van MCC werden tot 1997 gedragen door het Engels cricketelftal.

## Lidmaatschap
MCC is een besloten club en heeft momenteel 18.000 leden.
Men kan op de wachtlijst voor lidmaatschap komen als men door minstens drie leden wordt voorgedragen, waarbij elk lid maximaal eenmaal per jaar een toekomstig lid kan voordragen. Daarnaast dient de voordracht te worden gesteund door iemand in de (deel)besturen of commissies van MCC. Als aan deze eisen wordt voldaan, komt men op de wachtlijst die momenteel ongeveer twintig jaar is. In bepaalde omstandigheden kan de wachttijd echter worden beperkt.
De ledenlijst bestaat vooral uit personen die veel met cricket te maken hebben, zoals professionele oud-cricketers, waaronder Daan van Bunge en Isa Guha. Er zijn echter ook enkele niet-cricketers lid van de club, zoals David Cameron en koningin Elizabeth.

## Opspraak
De club is sinds haar oprichting meerdere malen in opspraak geraakt.

### Vrouwen
Er is sinds de jaren ‘90 veel discussie over het beleid van de club ten aanzien van vrouwen. In februari 1998 werd een voorstel om vrouwen toe te laten nog verworpen, maar in september 1998 werd een soortgelijk voorstel aangenomen.
Sindsdien zijn er zes vrouwen lid geworden van MCC. Vijf van deze zes vrouwen mogen echter tot op de dag van vandaag tijdens wedstrijden geen zitting nemen op de plaatsen van MCC-leden. Het enige vrouwelijke MCC-lid dat wel op deze plaatsen mag zitten is koningin Elizabeth.

### Alcohol
In 2005 besloot de International Cricket Council een verbod in te voeren op het van huis meenemen van alcoholische consumpties tijdens alle internationale cricketwedstrijden. De MCC weigerde dit verbod uit te voeren, omdat het meenemen van alcoholische consumpties een traditie zou zijn. Daarop volgde een conflict tussen de ICC en MCC. De ICC besloot uiteindelijk om een uitzondering op de reglementen te maken voor MCC.